# Wera Konstantinowna Romanowa (1854–1912)

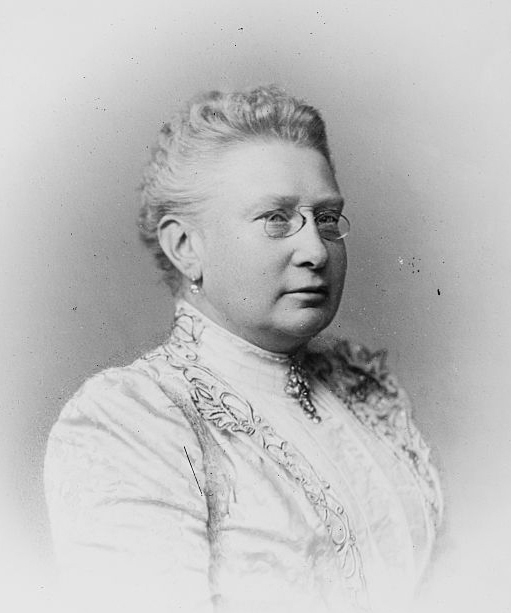
Wera Konstantinowna Romanowa

Wera Konstantinowna Romanowa (* 4. Februarjul. / 16. Februar 1854greg. in Sankt Petersburg; † 11. April 1912 in Stuttgart) war Großfürstin von Russland und Adoptivtochter von König Karl I. von Württemberg und Königin Olga von Württemberg.

## Leben

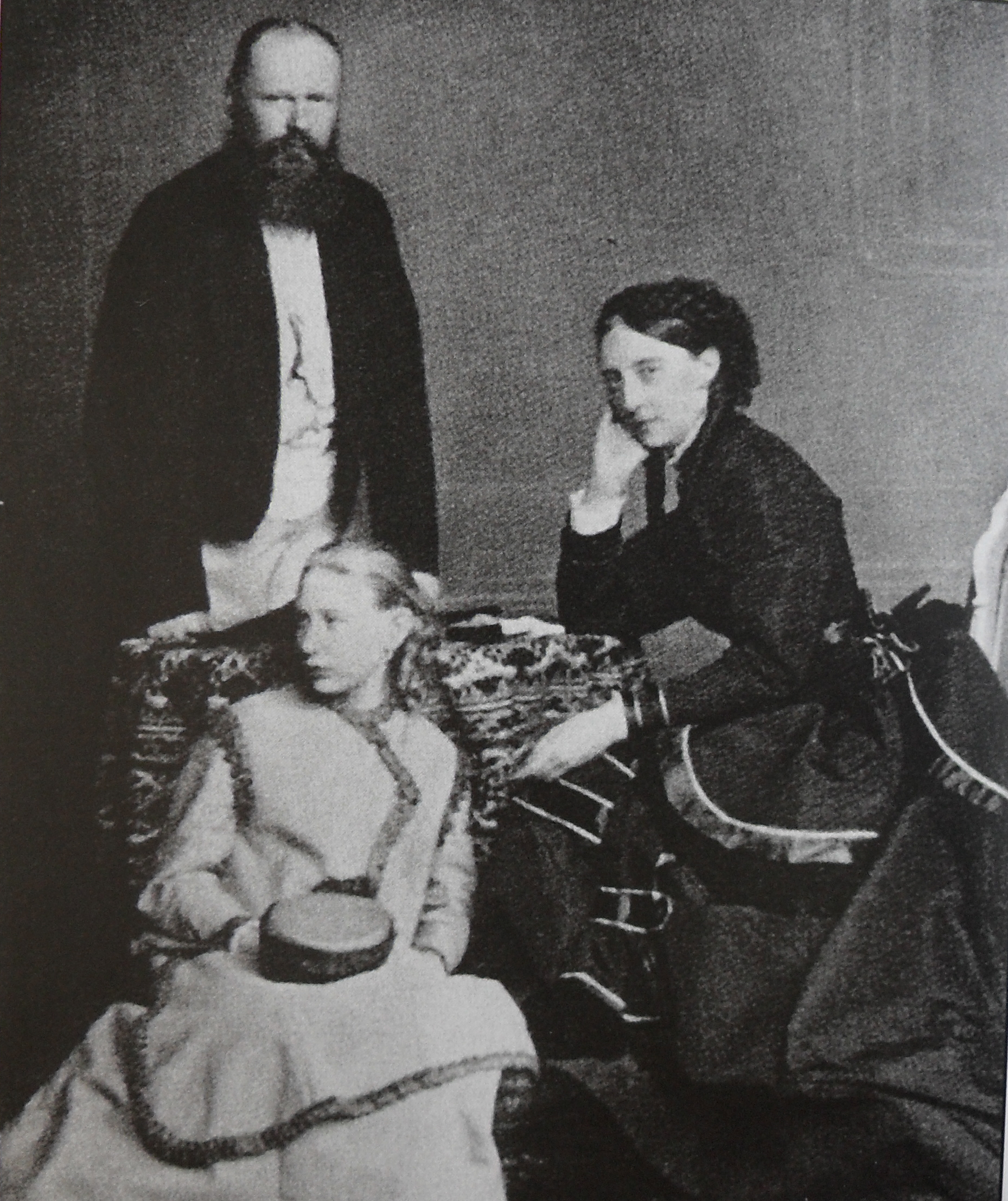
Herzogin Wera mit ihrer Tante Königin Olga von Württemberg und König Karl I. von Württemberg

Großfürstin Wera Konstantinowna von Russland war eine Tochter des Großfürsten Konstantin Nikolajewitsch Romanow und der Großfürstin Alexandra von Russland, geborene Prinzessin von Sachsen-Altenburg. Im Alter von neun Jahren kam Wera zu ihrer Tante, der Kronprinzessin Olga von Württemberg, nach Stuttgart. Wera, so schreibt die Hofdame Baronin von Massenbach, war an einem „nervlichen Leiden“ erkrankt und sollte sich im Süden erholen. 1871 wurde sie durch König Karl I. von Württemberg und Königin Olga von Württemberg adoptiert.
Am 8. Mai 1874 heiratete sie in Stuttgart Herzog Eugen von Württemberg (* 20. August 1846; † 27. Januar 1877), den Sohn von Herzog Eugen Wilhelm Alexander Erdmann von Württemberg (1820–1875) und Mathilde zu Schaumburg-Lippe (1818–1891). Gemeinsam hatten sie drei Kinder: Karl Eugen, der als Säugling starb, und die Zwillinge Elsa und Olga. Ihr Mann starb bereits nach drei Jahren Ehe in Düsseldorf. Als offizieller Grund wurde ein Sturz vom Pferd angegeben, in Wahrheit war er bei einem Duell gestorben. Nach seinem Tod blieb sie unverheiratet, obwohl sie erst 22 Jahre alt war.
Wera lebte zu Beginn ihrer Ehe in der Akademie beim Schloss; nach dem Tod ihrer Tante Olga zog sie in die Villa Berg.
Wera galt als gesellig und gesprächig. Sie war sehr beliebt beim Volk, insbesondere da sie sozial sehr engagiert war. So unterstützte sie 30 verschiedene soziale und kulturelle Einrichtungen, denen sie auch testamentarisch große Summen zuwandte. Zu diesen Einrichtungen gehörten unter anderem das von ihr gegründete Weraheim für unverheiratete, werdende Mütter, das 2009 sein hundertjähriges Bestehen feiern konnte und sich seit 1954 in Stuttgart im Oberen Hoppenlauweg befindet, das Karl-Olga-Krankenhaus, die Nikolauspflege für Blinde, die Anstalt Mariaberg bei Reutlingen, das Ulanenregiment ihres Gatten und ein russisches Regiment. Sie unterstützte den Bau der russisch-orthodoxen Nikolauskirche in Stuttgart und stiftete die Heilandskirche in Stuttgart aus Dankbarkeit. Sie selbst war 1909 zur evangelischen Landeskirche Württembergs übergetreten.
Wera starb im Alter von 58 Jahren am 11. April 1912 in Stuttgart, nachdem sie im Jahr zuvor einen Schlaganfall erlitten hatte. Sie wurde, wie ihr Mann, in der Schlosskirche im Alten Schloss in Stuttgart beigesetzt.

## Kinder und Enkel
- Karl-Eugen von Württemberg (* 8. April 1875; † 11. November 1875)
- Elsa Mathilde Marie von Württemberg (* 1. März 1876; † 27. Mai 1936) ⚭ 1897 Prinz Albrecht zu Schaumburg-Lippe (* 24. Oktober 1869; † 25. Dezember 1942)
  - Maximilian zu Schaumburg-Lippe (* 28. März 1898; † 4. Februar 1974)
  - Franz Josef zu Schaumburg-Lippe (* 1. September 1899; † 6. Juli 1963)
  - Alexander zu Schaumburg-Lippe (* 20. Januar 1901; † 26. November 1923)
  - Bathildis zu Schaumburg-Lippe (* 11. November 1903; † 29. Juni 1983)
- Olga Alexandrine Marie von Württemberg (* 1. März 1876; † 21. Oktober 1932) ⚭ 1898 Prinz Maximilian zu Schaumburg-Lippe (* 13. März 1871; † 1. April 1904)
  - Eugen zu Schaumburg-Lippe (* 8. August 1899; † 9. November 1929)
  - Albrecht zu Schaumburg-Lippe (* 17. Oktober 1900; † 20. Mai 1984)
  - Bernhard zu Schaumburg-Lippe (* 8. Dezember 1902; † 24. Juni 1903)